# Lucius Aemilius Iuncus (Suffektkonsul 179)
Lucius Aemilius Iuncus war ein Senator der mittleren römischen Kaiserzeit. Er lebte im 2. Jahrhundert n. Chr.
Er war wahrscheinlich ein Nachkomme des gleichnamigen Suffektkonsuls von 127 n. Chr. Die frühen Stationen seines cursus honorum sind nicht bekannt. Durch ein Militärdiplom, das auf den 23. März 179 datiert ist, ist belegt, dass er 179 zusammen mit Titus Flavius Claudianus Suffektkonsul war; sie gehörten wohl dem zweiten Nundinium an. Wahrscheinlich ist er mit jenem Konsular gleichzusetzen, den der im Folgejahr 180 an die Macht gekommene Kaiser Commodus ins Exil schickte. Commodus wurde Ende 192 ermordet, und Aemilius Iuncus ist als Prokonsul der römischen Provinz Asia für 193/194 bezeugt.